# Augsburg-Lechviertel

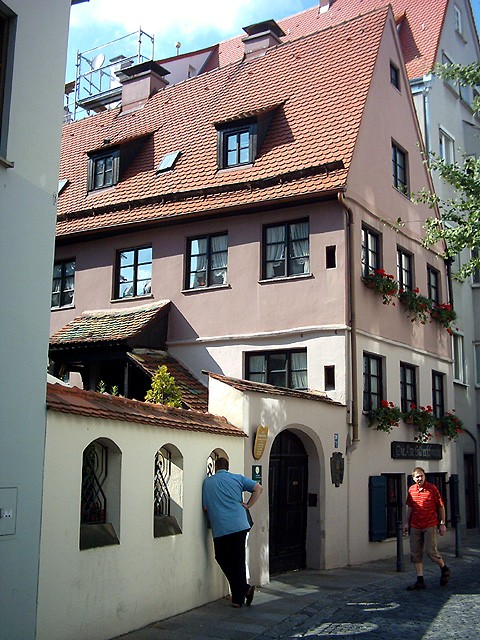
Alte Silberschmiede im Lechviertel

Das Lechviertel ist ein Stadtteil von Augsburg. Mit seinen etwa 4.000 Einwohnern ist es Teil des Stadtbezirks Lechviertel, östliches Ulrichsviertel und gehört zum Planungsraum Augsburg-Innenstadt.

## Geschichte des Lechviertels
Das Lechviertel liegt unterhalb der Hangkante der Augsburger Hochterrasse, die sich entlang der Achse Maximilianstraße-Karolinenstraße-Hoher Weg-Frauentorstraße durch die Augsburger Altstadt zieht, und war jahrhundertelang das Zentrum des Augsburger Handwerks. Hier befanden sich die Werkstätten der Feilenhauer, Weber und Gerber sowie diejenigen Gold- und Silberschmieden, die bis ins 18. Jahrhundert unter anderen das weltberühmte Augsburger Tafelsilber herstellten, von dem zu seiner Zeit an allen europäischen Höfen gegessen wurde. Noch heute kann man vereinzelte historische Handwerksbetriebe besichtigen, allen voran die Alte Silberschmiede.
Nach dem Verlust der Reichsfreiheit und der Eingliederung nach Bayern im Jahre 1806 wurde aus dem einstigen Handwerkszentrum ein Wohnviertel für arme Bürger. Die Häuser zerfielen, Unrat stapelte sich in den engen Gassen, Krankheiten breiteten sich aus. Auch nach dem Wiederaufbau, der der starken Zerstörung während des Zweiten Weltkriegs folgte, blieb das Lechviertel ein Stadtteil, der vornehmlich von sozial schwachen Augsburgern bewohnt wurde.
Pläne des Stadtrates in den 1960er Jahren, das Lechviertel komplett abzureißen, um Platz für moderne Neubauten zu schaffen, wurden aufgrund des breiten Protestes der Augsburger Bevölkerung nicht umgesetzt.

## Das Lechviertel heute

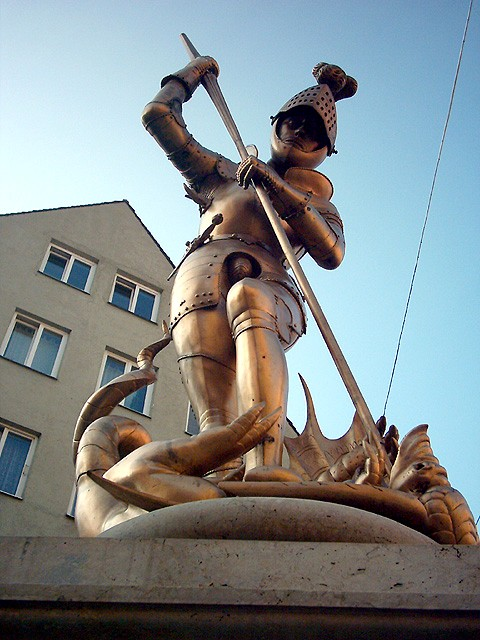
Georgsbrunnen vor der Stadtmetzg

Anfang der 1980er Jahre wurde begonnen, das Lechviertel umfassend zu sanieren. Den alten Gassen wurde ihre historische Kopfsteinpflasterung zurückgegeben, die nach dem Krieg mehrheitlich überdeckten Lechkanäle wurden wieder freigelegt. Viele mittelalterliche Handwerkerhäuser sind inzwischen begehrte Wohnadressen, in den verwinkelten Straßenzügen haben sich zahlreiche Boutiquen, Bars und Kneipen angesiedelt. Aus dem einstmals verrufenen Lechviertel ist eines der beliebtesten Stadtviertel sowohl für Touristen als auch für die Augsburger selbst geworden.

## Die Lechkanäle
Die drei Lechkanäle durchziehen das Gebiet parallel von Süden nach Norden, teilweise von gleichnamigen Gassen begleitet. Von Westen (am Fuß der Hochterrasse) nach Osten (noch vor dem Inneren Stadtgraben) sind dies:
- Vorderer Lech
- Mittlerer Lech
- Hinterer Lech

Einst dienten sie der Wasser- und Energieversorgung für die vielen mittelalterlichen Handwerksbetriebe, die mithilfe von Wasserrädern ihre Maschinen antrieben. Bis zum Bau der Schwemmkanalisation im Jahr 1910 erfüllten die Kanäle auch die Aufgabe der Abwasserbeseitigung.
Das Wasser für die Lechkanäle wird dem Lech auf Höhe des Hochablasses abgezweigt und fließt im Hauptstadtbach (im weiteren Verlauf auch Kaufbach) entlang der Friedberger Straße zur Innenstadt. Südlich der Altstadt verzweigt sich der Bach, um sich in kleinen Wasserläufen über die ganze Altstadt zu verteilen. In deren Norden vereinigen sich die Kanäle wieder zum Stadtbach, der in der Wolfzahnau nur 100 Meter oberhalb der Wertachmündung zurück in den Lech mündet.
Wurden die Lechkanäle in den 1930ern und nach dem Krieg noch bis in die 1960er Jahre hinein zugedeckt, so sind sie inzwischen im Rahmen der Altstadtsanierung weitestgehend wieder in ihren historischen Zustand zurückversetzt. Heute sind vor allem sie es, die den mittelalterlichen Gassen des Lechviertels ihr besonderes Flair verleihen. Mit den Kanälen sind auch die Brücken in die Augsburger Altstadt zurückgekehrt, so zahlreich, dass die Fuggerstadt inzwischen angeblich über mehr Brücken verfügt als Venedig.

## Sehenswürdigkeiten im Lechviertel
- Komödie im Gignoux-Haus
- Handwerkerhäuser
- Brechthaus
- Kulturhaus Kresslesmühle
- Evangelische Barfüßerkirche
- Alte Silberschmiede
- Stadtmetzg (die heute allerdings gliederungstechnisch zum Stadtbezirk Jakobervorstadt-Nord gehört)